# 서양의 이슬람화를 반대하는 애국 유럽인

로고

서양의 이슬람화를 반대하는 애국 유럽인(독일어: Patriotische Europäer gegen die Islamisierung des Abendlandes 파트리오티셰 오이로페어 게겐 디 이슬라미지룽 데스 아벤틀란데스[*]) 또는 페기다(PEGIDA)는 2014년 10월 20일에 독일의 시위 행동에 시작된 서구권에서 이슬람의 폭력적인 활동을 억제하는 것을 표방하는 극우 정치 단체와 그 활동을 의미한다. 현재 독일 각지에서 사회 현상화가 우려되고 있어 독일 내에서도 논의가 있다.

## 개요
독일에서 외국인 혐오증 운동가로 알려진 루츠 바흐만이 주재하고 북부독일방송의 보도에 따르면 단체는 다른 나라에서 다른 종교와 직업을 가진 12명으로 구성되어 있다.
바흐만은 과거에 페이스북에서 망명이나 난민을 차별하는 발언을 기재하거나 아돌프 히틀러를 연상시키는 사진을 게재한 건으로 검찰에서 민중 선동죄 혐의로 수사를 받고 있는 문제로 2015년 1월 21일에 대표와 간부위원회를 사임했다. 페이스북에서의 발언이나 사진은 삭제되어 있다. 최근에는 드레스덴 법정에서 절도, 음주운전 등으로 재판을 받기도 했다.
페기다는 드레스덴에서 매주 월요일 저녁에 집회를 열고 있으며, 시위 정도가 과격해져서 취재하고 있는 언론인들을 공격한 적도 있었다.

## 같이 보기
- 이슬람 원리주의
- 지하드
- 유럽의 인구
- 정체성주의